# سیارک ۲۰۵۸۴
سیارک ۲۰۵۸۴ (به انگلیسی: 20584 Brigidsavage، نامگذاری:1999RP159) بیست هزار و پانصد و هشتاد و چهارمین سیارک کشف شده‌است که در ۹ سپتامبر ۱۹۹۹ کشف شد.
قدر مطلق سیارک برابر ۱۴.۸ است.